# Asida sabulosa
Asida sabulosa – gatunek chrząszcza z rodziny czarnuchowatych i podrodziny Pimeliinae.

## Taksonomia
Gatunek ten opisany został po raz pierwszy w 1775 roku przez Johanna Kaspara Füssliego pod nazwą Tenebrio sabulosa. Wyróżnia się w jego obrębie pięć podgatunków:
- Asida sabulosa acuticollis Allard, 1880
- Asida sabulosa banatica Frivaldsky, 1865
- Asida sabulosa ganglbaueri C. Muller, 1917
- Asida sabulosa reticulata Solier, 1836
- Asida sabulosa sabulosa (Fuesslin, 1775)

## Morfologia
Chrząszcz o ciele owalnym w zarysie, stosunkowo szerokim i płaskawym, długości od 11 do 15 mm. U samca zarys ciała jest węższy, z bardziej równoległymi niż u samicy bokami. Ubarwienie oskórka jest matowe, brunatne do szaroczarnego. Na wierzchu ciała wyrastają krótkie, sterczące szczecinki. Mała, poprzeczna głowa ma niewielkie, wykrojone na przedzie oczy, poprzeczny wcisk między oczami oraz wykrojony na przedniej krawędzi nadustek. Czułki cechują się członem trzecim najdłuższym, a członem dziesiątym najszerszym, wyraźnie szerszym i dłuższym od jedenastego (ostatniego). Przedplecze jest znacznie szersze niż dłuższe, najszersze przed tylnymi kątami, o brzegu przednim mocno wykrojonym, kątach przednich ostrych, bocznych brzegach wyraźnie łukowatych, wypłaszczonych i lekko ku górze odgiętych, kątach tylnych prostych, a brzegu tylnym dwufalistym. Powierzchnie ma gęsto urzeźbioną drobnymi ziarenkami. Pokrywy są zrośnięte, wyraźnie urzeźbione trzema lub czterema parami nieregularnych żeberek oraz nierównomiernymi guzami. Odnóża są krótkie i mocno zbudowane.

## Ekologia i występowanie
Owad ten zasiedla suche stanowiska otwarte o piaszczystym podłożu, w tym o charakterze stepowym. Larwy przechodzą rozwój w glebie pod warstwą roślin lub kamieniami. Osobniki dorosłe spotyka się od wiosny do jesieni wśród traw, niskiej roślinności i pod kamieniami. Aktywne są głównie nocą.
Gatunek palearktyczny, rozmieszczony od Hiszpanii i Algierii na zachodzie po Grecję i Zakaukazie na wschodzie; najbliżej Polski stwierdzany na ukraińskim Podolu i w Niemczech. Podgatunek nominatywny znany jest z Francji, Belgii, Luksemburga, Niemiec, Szwajcarii i Włoch. A. s. ganglbaueri podawana jest z Chorwacji i Węgier, A. s. acuticollis z Chorwacji, Bośni i Hercegowiny oraz Albanii, natomiast A. s. bantica z Węgier, Rumunii i Bułgarii.